# Sangay Ngedup
Sangay Ngedup (Punakha, 1 de julio de 1953) es un diplomático y político butanés que ejerció dos veces como primer ministro de Bután, primero entre 1999 y 2000, y nuevamente entre 2005 y 2006, durante la última etapa del país como una monarquía absoluta bajo el reinado de Jigme Singye. Previamente ejerció varios cargos como funcionario público y diplomático, incluyendo la cartera de Ministro de Salud y Educación y el puesto de embajador butanés en Kuwait. Sangay fue una figura importante de la transición butanesa a una democracia parlamentaria y líder fundador del Partido Democrático del Pueblo (PDP), primer partido político legalmente registrado en el país.
Nacido en aldea de Nobgang en Punakha, cuatro de las hermanas de Sangay están casadas con el rey Jigme Singye Wangchuck. Se graduó en Dr. Graham's Homes en Kalimpong, India, y completó su educación terciaria en St. Stephen's College en Delhi. En 1976 se incorporó al servicio exterior de Bután y asistió a cursos diplomáticos en Australia y Nueva Delhi. En 1989 fue nombrado embajador de Bután en Kuwait. Fue transferido como Director de Comercio e Industria en 1989 y luego como secretario adjunto de la Comisión de Planificación en abril de 1991. Se convirtió en director general de Salud en 1992. En 1998 fue designado Ministro de Salud y Educación, y se desempeñó como primer ministro desde el 9 de julio de 1999 hasta el 20 de julio de 2000. Fue Ministro de Agricultura de 2003 a 2007, y el 5 de septiembre de 2005 fue nombrado nuevamente primer ministro, cargo que ocupó hasta el 7 de septiembre de 2006. Dimitió de todos sus cargos en julio de 2007, al comienzo de la transición a la democracia, con el objetivo de fundar un partido político, tras lo cual registró el PDP y fue elegido su primer presidente por unanimidad.
Sangay lideró al PDP en las primeras elecciones libres en la historia del país, en marzo de 2008, con una plataforma fuertemente alineada con el programa de gobierno de la monarquía basado en la «felicidad nacional bruta». Sin embargo, sufrió una masiva derrota ante el Partido Paz y Prosperidad de Bután (DPT), encabezado por Jigme Thinley, al punto que Sangay ni siquiera logró ser elegido miembro del parlamento, y el PDP obtuvo únicamente 2 de 47 escaños. Aunque algunos medios consideraron que el parentesco de Sangay con la monarquía pudo jugarle en contra frente a varios votantes que deseaban un cambio político, los dos miembros del PDP que fueron elegidos se negaron a ocupar sus escaños y renunciaron a sus mandatos, alegando que los funcionarios públicos hicieron campaña informalmente para el DPT e influyeron en el resultado. Sangay dimitió como líder del PDP después de la derrota y fue sucedido por Tshering Tobgay, quien lo llevaría a la victoria en las elecciones generales de 2013.
El 8 de septiembre de 2015, Sangay recibió el premio a la excelencia en salud pública de la Organización Mundial de la Salud.